# شبیخون (فیلم)
شبیخون فیلمی به کارگردانی جمشید آهنگرانی و نویسندگی محمدرضا سرهنگی ساختهٔ سال ۱۳۷۶ است.

## خلاصه داستان
اعضا اصلی یک باند بزرگ قاچاق در زمان رژیم شاه وقتی متوجه می‌شوند که کیانی سرگرد شهربانی حاضر به همکاری با آن‌ها نیست، تنها پسر او را طعمه قرار می‌دهند تا جایی که او ابتدا پخش کننده مواد مخدر شده و بعد هم به علت اعتیاد شدید دست به خودکشی می‌زند. او لحظهٔ آخر در نامه ای می‌نویسد که به خاطر پدرش فنا شده، به همین دلیل پدرش درصدد برمی آید که اعضای باند قاچاق را شناسایی کند، اما آن‌ها می‌فهمند و کسی را که قصد دادن اطلاعات به سرگرد را داشت، به همراه همسرش به قتل می‌رسانند. زمانی که کیانی فرزند مقتولین را نجات می‌دهد و مخفی می‌شود، در می‌یابد که تحت تعقیب است. او کودک را نزد همسر سابق خود می‌برد، اما باز رد او را می‌یابند و بالاخره سرگرد کیانی با درگیری‌های متعدد، کودک و همسرش را نجات می‌دهد.

## بازیگران
- جمشید هاشم‌پور
- افسانه بایگان
- رضا فیض نوروزی
- محمد پورغلامی
- خسرو دستگیر
- فخرالدین صدیق‌شریف
- رضا نوروزی
- هوشنگ دیبائیان
- محرم بسیم
- زهره حمیدی
- اسفندیار مهرتاش
- محمدباقر رشیدی
- سیدپیام شمس
- مسعود گازرانی
- محمد افشار
- فرزان فدوی
- آیدا تبیانیان
- ولی جامه بزرگی
- یزدان شاه حسینی
- داوود سعیدی
- مرتضی ناصری
- ابوالفضل مهدوی
- منصور نوایی
- علی ریحانی
- محمدرضا نوروزی
- فرهاد شریفیان